# Nowe Miasto nad Wartą
Nowe Miasto nad Wartą (niem. Neustadt an der Warthe) – wieś w Polsce (1283–1934 miasto), w województwie wielkopolskim, w powiecie średzkim, w gminie Nowe Miasto nad Wartą.
Wieś leży przy drodze krajowej nr 11 i 15.
W latach 1975–1998 miejscowość administracyjnie należała do województwa poznańskiego.
Wieś jest siedzibą gminy Nowe Miasto nad Wartą. Znajduje się tutaj posterunek policji oraz Ochotnicza Straż Pożarna działająca w strukturach KSRG. Na terenie wsi siedzibę ma rzymskokatolicka parafia Świętej Trójcy.
Zachodnia część Nowego Miasta nad Wartą jest dawnym miastem (1665–1677) Laskówka.

## Historia
Rozwój Nowego Miasta nad Wartą wiązał się z położeniem przy przeprawie rzecznej na trakcie drogowym z Poznania do Kalisza. Nowe Miasto zostało założone w XIII wieku przez Mikołaja z Dębna herbu Doliwa, którego potomkowie z czasem przenieśli tu swoją stałą siedzibę. Nowe Miasto nad Wartą po raz pierwszy wzmiankowane było jako miasto w dekrecie Przemysła II wydanym 2 października 1283 roku, w którym poddał Nowe Miasto (określone jako "Civitas nova") pod jurysdykcję Kalisza i zakazał mieszczanom nowomiejskim zwracać się do innych sądów niż sąd w Kaliszu. Prawa miejskie nadano miejscowości w roku 1300. 
W średniowieczu Nowe Miasto było siedzibą ważnego w Wielkopolsce rodu Doliwów, którzy w Nowym Mieście w XIII i XIV wieku posiadali ufortyfikowaną wieżę mieszkalną na Kopcu, w typie rezydencji rycerskiej zwanej motte. W 1383 roku zabudowa drewniana wieży i przygródka uległa zniszczeniu w trakcie wojny domowej między Grzymalitami i Nałęczami. Drewnianą wieżę na Kopcu odbudowano, a u schyłku średniowiecza zbudowano w jej miejscu murowany dwór, który jako ruina był widoczny jeszcze w XIX wieku. Po siedzibie tej zachowało się na łąkach pod miastem grodzisko stożkowate zwane Kopcem. Drewniany kościół musiał istnieć w 1393 roku, ponieważ w tym roku potwierdzono istnienie plebana. W 1485 roku Adam Nowomiejski sprzedał 1/3 miasta swojemu stryjowi Janowi Rozdrażewskiemu herbu Doliwa z wsiami za 1300 grzywien, który rok później sprzedał je synowi Janowi Rozdrażewskiemu. W 1507 roku w wyniku podziału między braćmi 1/3 miasta otrzymał Hieronim Rozdrażewski. W 1529 roku ród Rozdrażewskich w wyniku brutalnych przedsięwzięć stał się jedynym posesorem miasta. Wnuk Hieronima, biskup włocławski Jan Rozdrażewski Nowomiejski, zmarł w 1609 roku w Nowym Mieście. W XV wieku na terenie obecnego gmachu przedszkola, na zachód od kościoła, zbudowano obronny dwór rycerski, z którego zachowały się pozostałości murowanych piwnic.
W XVI wieku ówczesne miasto położone było pod względem administracyjnym w województwie kaliskim. W 1664 r. obok niego założone zostało kolejne miasto pod nazwą Laskówka, które w XVIII r. zostało wchłonięte przez Nowe Miasto jako jego przedmieście. Do II rozbioru Polski (1793) Nowe Miasto leżało w województwie kaliskim, a następnie w wyniku rozbioru zostało włączone do Królestwa Prus i jego prowincji Prusy Południowe. W 1848 r. miał tu swoją siedzibę obóz powstańczy wielkopolskiej Wiosny Ludów. W latach 1880–1895 roku na Piaskach rząd pruski wybudował most przez Wartę, spichlerz, magazyn i inne budynki związane z portem w Orzechowie. Gospodarczy rozkwit zespołu nadbrzeża zakończyła I wojna światowa, która wybuchła w 1914 r. W 1934 r. Nowe Miasto utraciło prawa miejskie.

## Zabytki

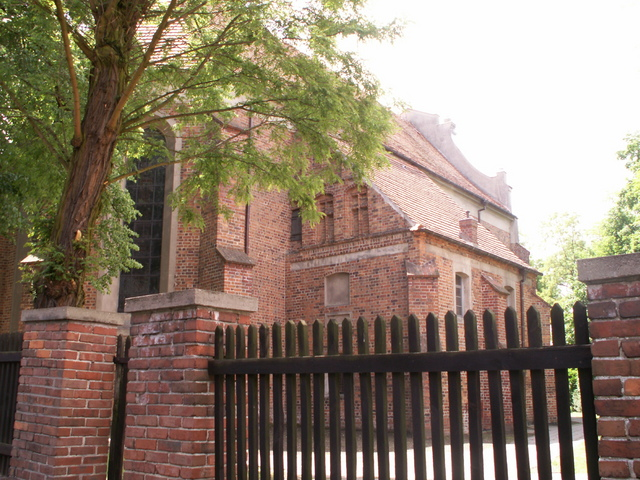
Kościół gotycki
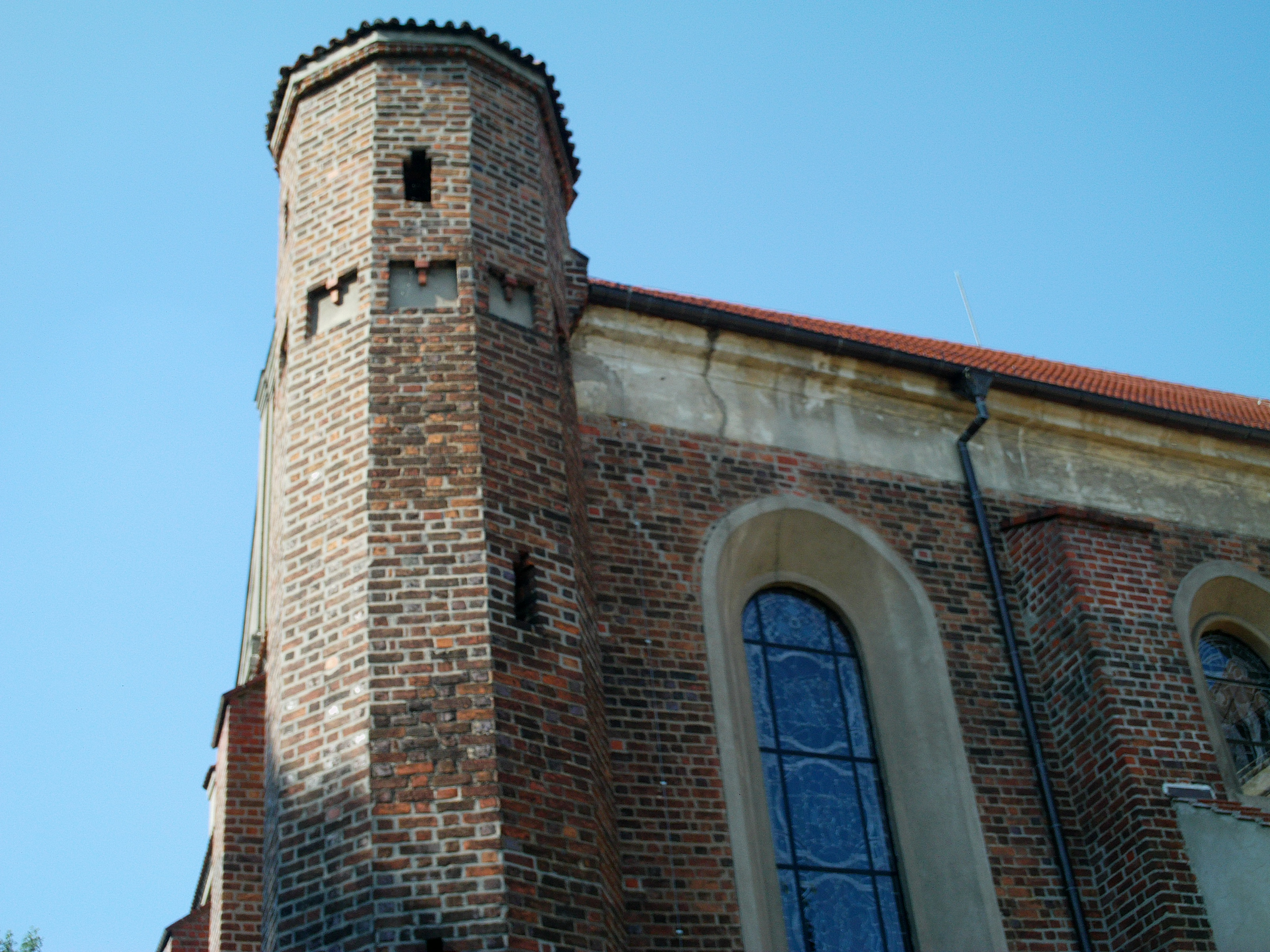
Kościół gotycki
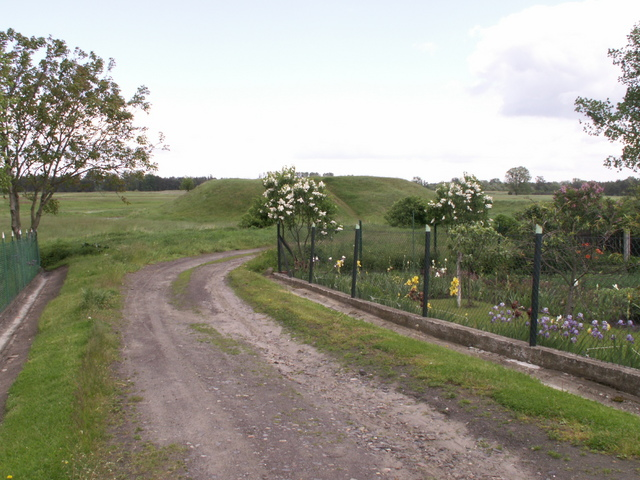
Średniowieczny kopiec po siedzibie rodu Doliwów

Zabytki w Nowym Mieście nad Wartą:
- dawna plebania o budowie szachulcowej z 1 poł. XIX w.
- dom z końca XIX w. (ul. Poznańska 7),
- domy na Rynku, z 1 poł. XIX w.
- spichrz w dawnym porcie rzecznym, murowano-szachulcowy, z 1 poł. XIX w.
- most przez zalew Warty, z 1909 r., na nim 13 września 1969 miała miejsce katastrofa autobusu należącego do Spółdzielni Produkcyjnej Nowy Świat w Radlinie. W jej wyniku zginęło 10 osób, a jedna zmarła w wyniku odniesionych obrażeń[12],
- kościół parafialny pw. Świętej Trójcy z XVI w.[13]

## Kościół pw. Świętej Trójcy
Kościół pw. Świętej Trójcy jest kościołem halowym z 3 nawami, orientowany, z niewyodrębnionym prezbiterium zamkniętym absydą. Mury zewnętrzne opięte dwuskokowymi szkarpami. Fasada zachodnia posiada okrągłe tynkowane blendy, a u góry otynkowany, ozdobiony pilastrami szczyt z XVII wieku. Do fasad dostawiona wieloboczna wieżyczka ze schodami. Zachowały się 3 portale gotyckie z profilowanych cegieł. W portalu zachodnim zachowała się cegła z datą 1545. Wnętrze kościoła nakryte jest pięcioprzęsłowym sklepieniem gwiaździstym, wspartym na 8 filarach ośmiobocznych. Na sklepieniu widnieje polichromia renesansowa z końca XVI wieku. Przy kościele wzniesiono 2 kaplice, od północy św. Anny, a od południa kaplicę Matki Boskiej Różańcowej. Rzeźbiony ołtarz główny z 1720 r. z obrazem św. Rodziny i Trójcy Świętej pochodzi z nieistniejącego kościoła św. Ducha.

## Części wsi
| SIMC    | Nazwa     | Rodzaj    |
| ------- | --------- | --------- |
| 0590875 | Papiernia | część wsi |